# Улица Даля (Луганск)
Улица Даля (укр. Вулиця Даля) — старейшая улица Луганска, расположенная в Ленинском районе города.

## История

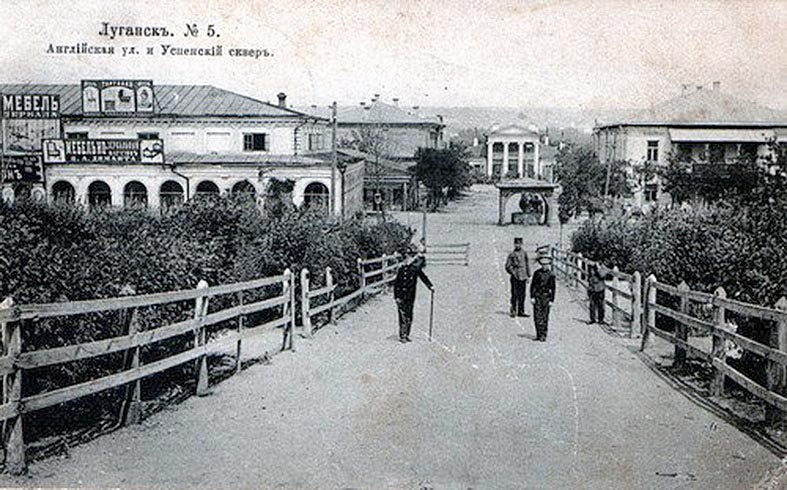
Английская улица до Октябрьской революции

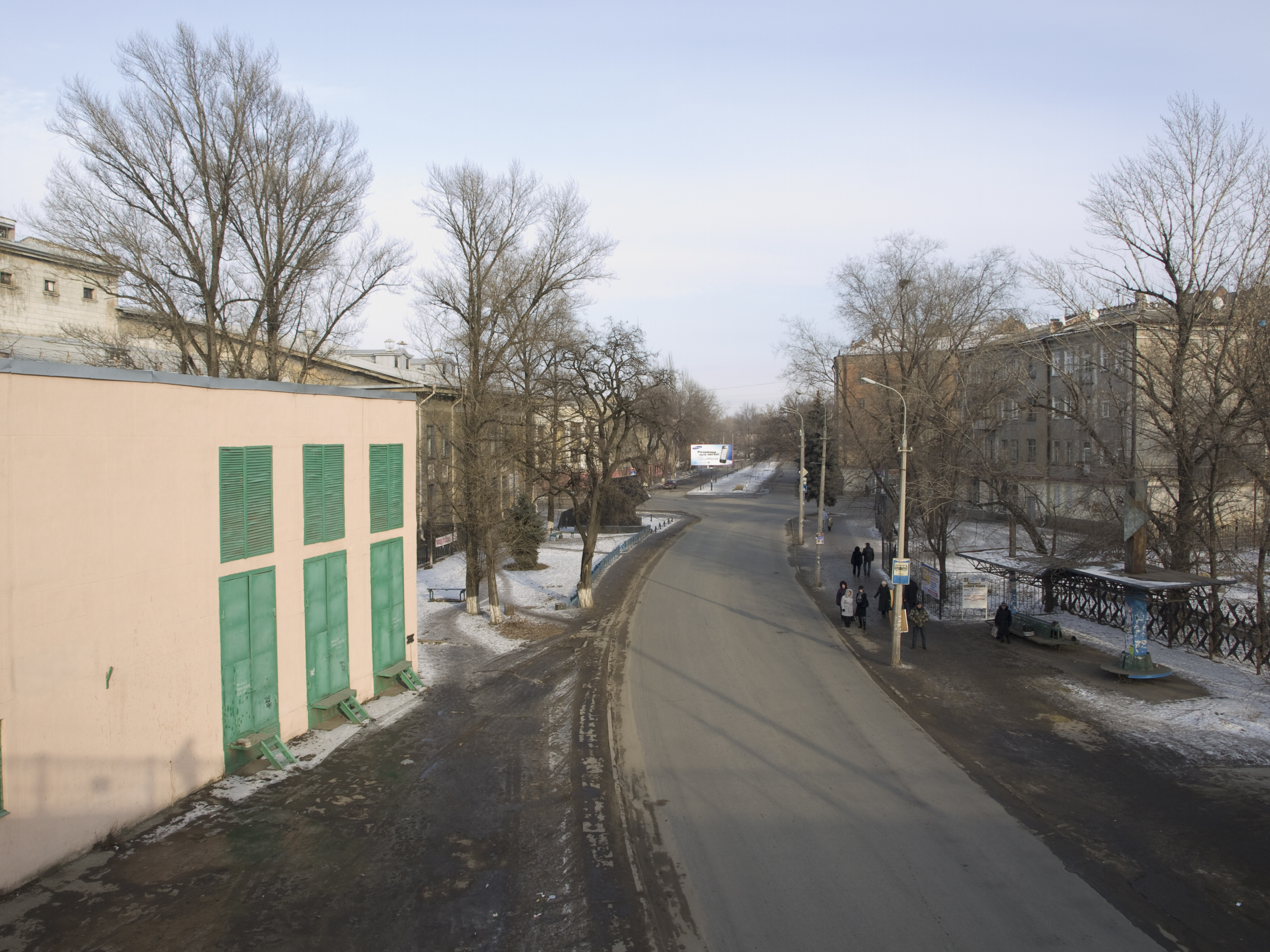
Улица Даля

Улица Даля является старейшей улицей в Луганске. Раньше улица называлось Английской из-за того что в Луганский завод приезжали инженеры из Англии, которые селились вдоль единственной улицы в посёлке Луганский завод. Первоначально улица была застроена одноэтажными деревянными домами.
В 1922 году была переименована в улицу Юного Спартака, в честь одной из первых в СССР молодежных организаций.
10 ноября 1801 года здесь родился Владимир Иванович Даль.
В декабре 1976 года переименована в улицу Даля.

## Памятники

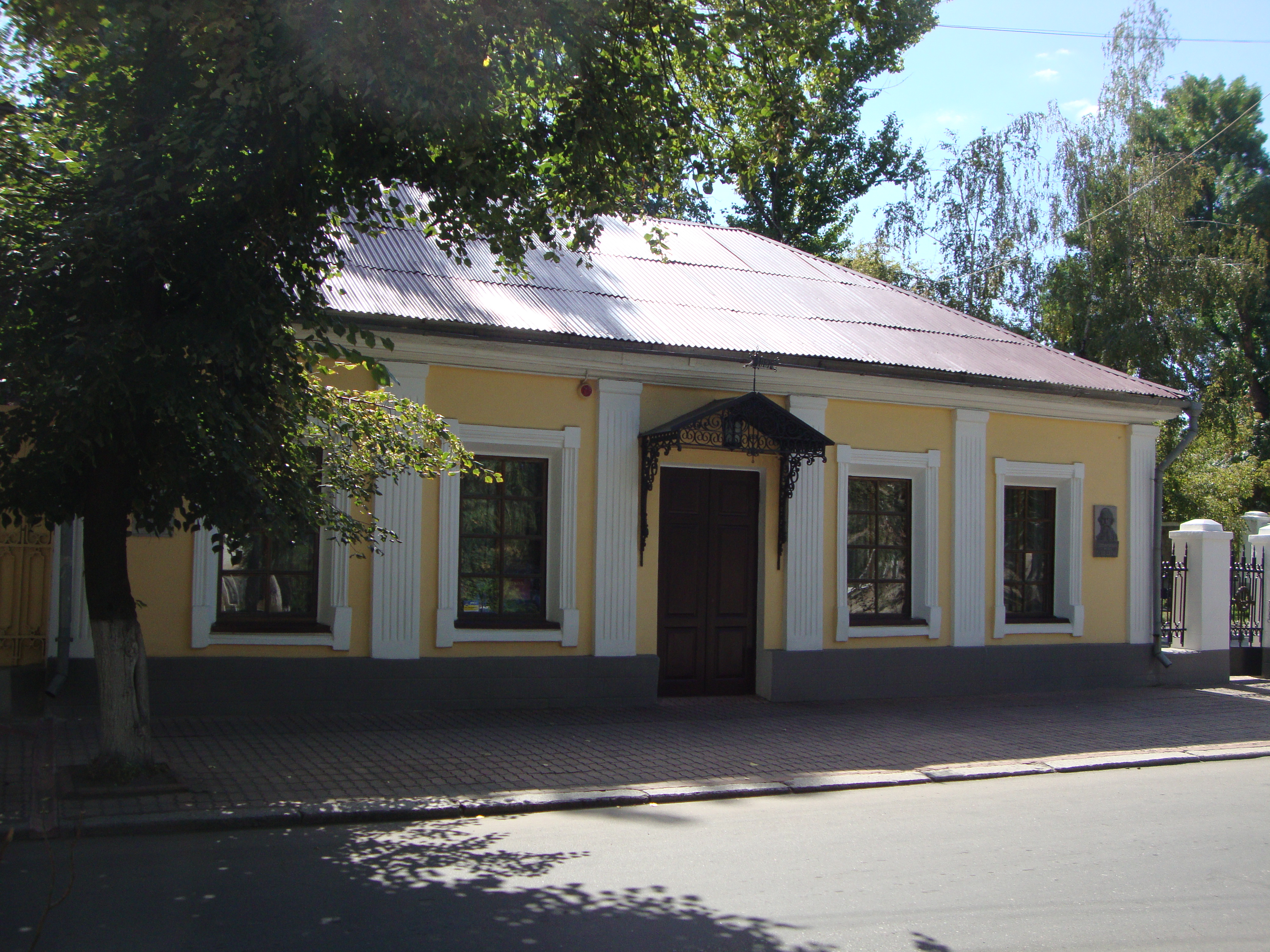
Музей Даля

На улице Луганска располагается здание Водолечебницы, которое появилось в 1880 году. Это было первое двухэтажное здание на улице Даля. Позже там находится Горное ведомство, а в 1918 году — правительство Донецко-Криворожской Республики, что зафиксировано на мемориальной доске на доме №7. Здесь располагался первый минералогический музей в Луганске, построенный благодаря Густаву Гесс де Кальве. В 1920 году здесь находился центр организации «Юный Спартак». После чего здесь работает водолечебница.
В честь Владимира Даля на улице располагается дом-музей в его честь, а также в 1981 году был установлен памятник в честь 180 лет со дня его рождения, памятник находится перед зданием Водолечебницы.

## Здания на улице
К 2013 году на улице практически не осталось жилых домов. На ней располагаются: управление охраной, станции скорой помощи, Луганский областной центр глазных болезней и так далее.

## Примечания

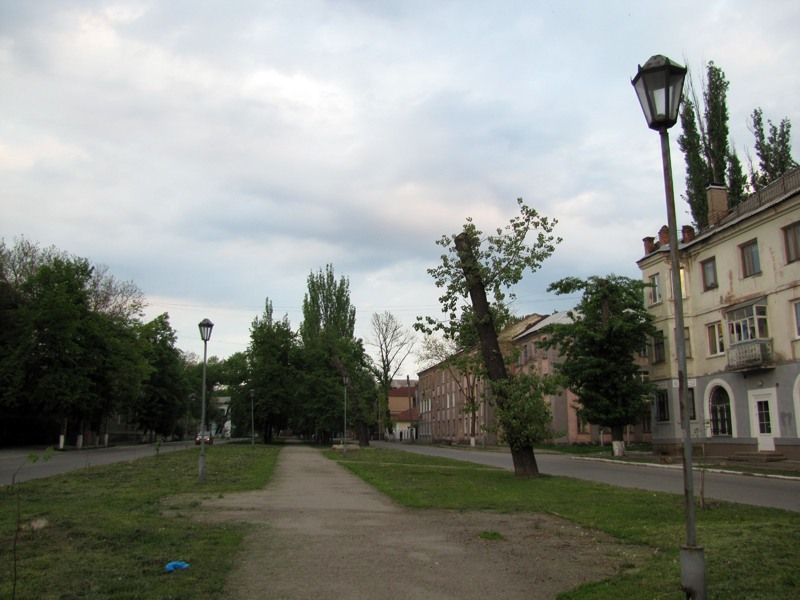
Дома на улице Даля. Луганск.
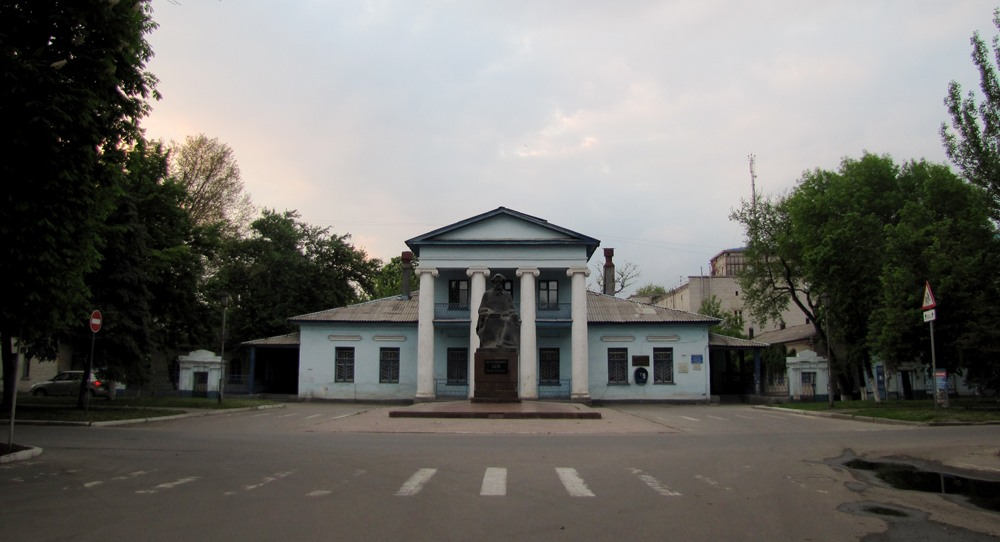
Памятник Владимиру Далю. Луганск.
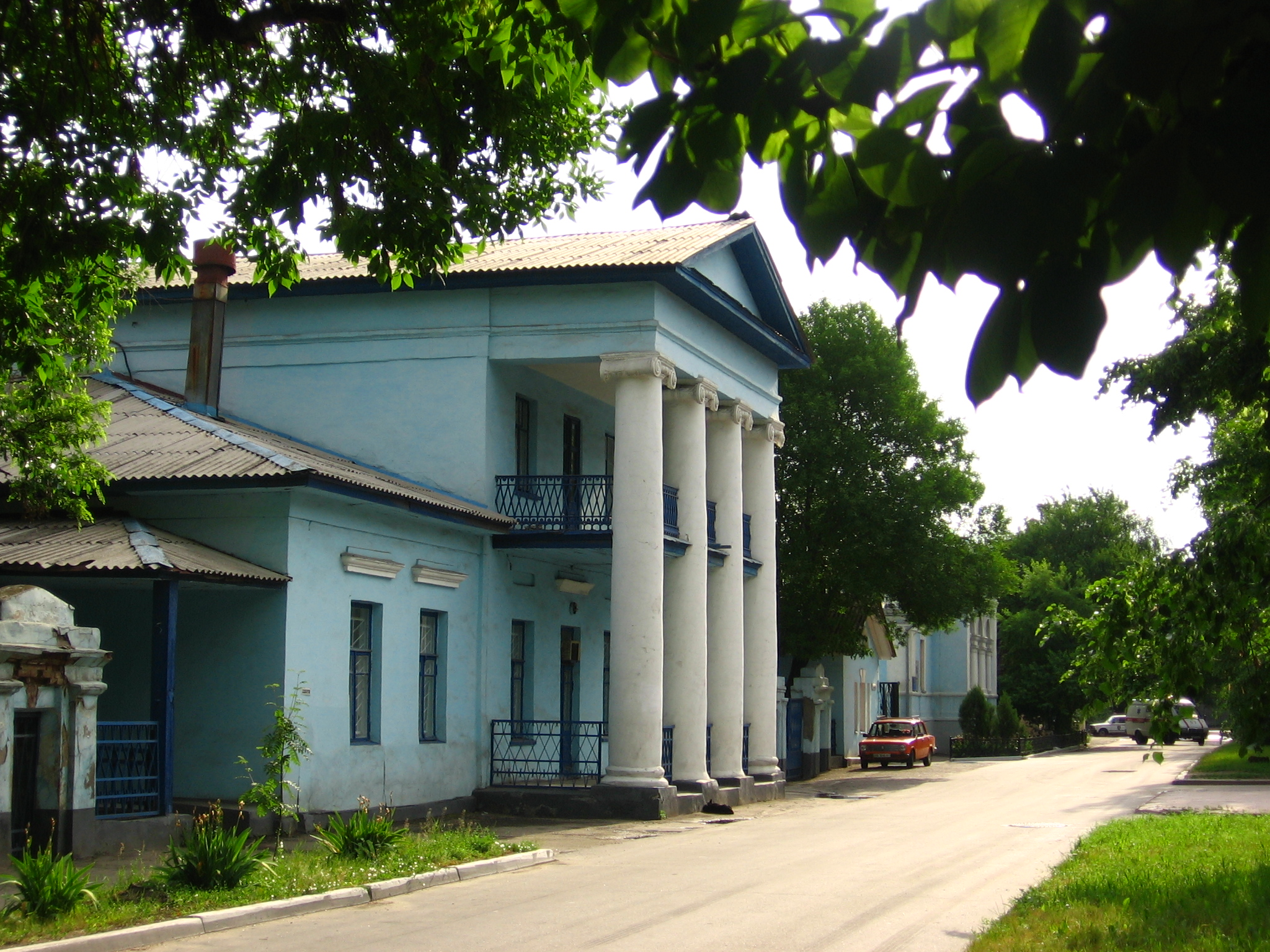
Водолечебница